# Clytrasoma
Clytrasoma is een geslacht van kevers uit de familie bladkevers (Chrysomelidae).
De wetenschappelijke naam van het geslacht werd in 1908 gepubliceerd door Martin Jacoby.

## Soorten
- Clytrasoma bistripunctata Medvedev, 1999
- Clytrasoma brivioi Takizawa, 1990
- Clytrasoma celebensis Medvedev, 1999
- Clytrasoma laysi Medvedev, 2002
- Clytrasoma mohamedsaidi Medvedev, 1999